# Adam Chaney
Adam Chaney (27 de marzo de 2002) es un deportista estadounidense que compite en natación, especialista en el estilo libre. Ganó cuatro medallas en el Campeonato Mundial Júnior de Natación de 2019, oro en 4 × 100 m libre y 4 × 100 m libre mixto, plata en 4 × 100 m estilos y bronce en 50 m libre. Es estudiante de la Universidad de Florida para quien compite en natación del NCAA. En las calificaciones estadounidenses para los juegos Olímpicos de 2020 en natación, Chaney avanzó a las finales de los 50 m libres, ocupando el 5.º lugar. En esas mismas calificaciones, Chaney avanzó hasta las semifinales de los 100 m libre y 100 m espalda ocupando el 9.º lugar en ambas categorías. 